# Intence
Intence je schopnost mysli být o něčem: reprezentovat nebo stát za věcmi, vlastnostmi a stavy věcí. Intece je primárně připisována mentálním stavům, jako jsou vnímání, přesvědčení nebo touhy, a proto ji mnozí filozofové považovali za charakteristický znak mentální. Ústředním problémem teorií intencionality byl problém intencionální neexistence: určit ontologický status entit, které jsou objekty intencionálních stavů.
Raná teorie intencionality je spojena s ontologickým argumentem Anselma z Canterbury pro existenci Boha jako principy rozlišujícími mezi objekty, které existují v chápání, a objekty, které existují ve skutečnosti. Myšlenka vypadla z diskuse s koncem středověkého scholastického období, ale v nedávné době byla vzkříšena empirickým psychologem Franzem Brentano a později přijata současným fenomenologickým filozofem Edmundem Husserlem. Dnes je intencionalita živým zájmem mezi filozofy mysli a jazyka.  Běžný spor je mezi naturalismem, názorem, že záměrné vlastnosti jsou redukovatelné na přirozené vlastnosti, jak je studují přírodní vědy, a fenomenální teorií záměrnosti, názorem, že záměrnost je založena na vědomí.
Původně scholastický pojem intence oživil německý filosof Franz Brentano (1838–1917) a schopnost takového vztahu čili intencionalitu pokládal za charakteristický rys mysli. Většina myšlenkových aktů je skutečně zaměřena, obrácena k nějakému intencionálnímu předmětu, který může a nemusí být skutečný. Představa, úsudek, láska, nenávist, chtění a podobně se vždycky vztahují k něčemu; tvrzení vypovídá o něčem, otázka se ptá na něco. Myšlenkové akty se tedy samy „přesahují“ (transcendují) směrem k nějakému předmětu, a to i kdyby předmětem bylo toto myšlení samo. Nic podobného se u fyzických (čistě materiálních) objektů nevyskytuje.
Na tuto myšlenku navázal Edmund Husserl (1859–1938) a učinil zkoumání intencí a intencionality jedním ze základních kamenů své fenomenologie. Původní Brentanovu představu jeho kritikové opravili v tom, že některé akty mysli – například nálady – žádný předmět nemají, kdežto naopak intencionalitu můžeme pozorovat i u lidských jednání (ruka sahá po něčem) a předpokládat i u jiných živých bytostí (pes běží za zajícem). Někteří současní filosofové, například John Searle (* 1932) považují intencionalitu za silný argument proti pokusům o materialistický výklad myšlenkové činnosti.